# 新伯靈頓 (印地安納州)
新伯靈頓（英語：New Burlington）是位於美國印地安納州特拉華縣的一個非建制地區。該地的面積和人口皆未知。

## 地理
新伯靈頓的座標為40°07′12″N 85°17′52″W / 40.12000°N 85.29778°W，而該地的平均海拔高度為311米（即1020英尺）。